# اولاف لویگا
اولاف لویگا (استونیایی: Olaf Luiga; ۲۳ اوت ۱۹۰۸ – ۵ ژوئیهٔ ۱۹۳۹) وزنه‌بردار اهل استونی بود. وی در بازی‌های المپیک تابستانی ۱۹۲۸ شرکت کرده‌است.